# Шидловский, Александр Романович
Алекса́ндр Рома́нович Шидло́вский (1834—1897) — русский государственный деятель, Орловский и Костромской губернатор; тайный советник.

## Биография
Происходил из дворян Харьковской губернии. Родился 1 февраля 1834 года.
Окончил курс юридического факультета Харьковского университета со степенью кандидата прав. В 1861 году определён почётным смотрителем Валковского уездного училища, в 1865 году при введении в действие положения о губернских и уездных земских учреждениях, избран председателем Валковской уездной земской управы. В следующем году назначен членом Валковского уездного училищного совета. В 1867 году был утверждён председателем этого совета; в течение четырёх трёхлетий был почётным мировым судьёй по Валковскому уезду.
В 1876 году избран и утверждён харьковским губернским предводителем дворянства. В должности Харьковского губернского предводителя дворянства возбудил вопрос об учреждении государственного земельного кредита для всех сословий. По его предложению Харьковское губернское дворянское собрание возбудило по этому предмету ходатайство, подобные же ходатайства были затем возбуждены дворянством некоторых других губернии. С 20 апреля 1880 года состоял в чине действительного статского советника.
В 1885 году участвовал в совещании, под председательством министра финансов Бунге, по вопросу об учреждении государственного земельного банка. Участвовал в особом совещании под председательством товарища министра внутренних дел князя Гагарина, по рассмотрению проекта положения о земских участковых начальниках и проекта нового положения о губернских и уездных земских учреждениях.
В должности предводителя дворянства пробыл до 1888 года, когда был назначен с 1 февраля Орловским губернатором.
В 1892 году назначен Костромским губернатором; 30 августа 1894 года был произведён в тайные советники. Умер 26 ноября 1897 года.

## Награды
- орден Св. Владимира 3-й ст. (1883)
- орден Св. Станислава 1-й ст. (1886)
- орден Св. Анны 1-й ст. (1889)